# Ferran Sánchez Agustí
Ferran Sánchez Agustí (Sallent de Llobregat, Barcelona, 1951-15 de mayo de 2020) fue un escritor e historiador español.

## Biografía
Ferran fue maestro en dos escuelas de su pueblo natal, Sallent, la escuela Claret y la escuela Torres Amat. Durante esos años puso en marcha diversas iniciativas locales, entre la que destaca la fundación de la revista local El Gavilán.
También colaboró en diversos medios de comunicación, como Radio Manresa y Regió7.
En el ámbito político, salió elegido concejal de Sallent, primero en el gobierno formado en la transición, antes de las  elecciones democráticas celebradas en 1979, en un equipo que lideraba el alcalde Josep Morera. En las primeras elecciones democráticas se presentó como independiente en la lista del Partido Socialista Unificado de Cataluña PSUC, liderado por Manolo Díaz. Años después de esta etapa de concejal fue nombrado juez de paz, cargo que ocupó durante varios años.
Falleció a los sesenta y nueve años el 15 de mayo de 2020 a causa de un enfermedad.

## Obras
Sus investigaciones, caracterizadas por un estilo ameno y divulgativo, se centraron en la primera etapa del franquismo; concretamente, en el entorno de la Guerra Civil Española y de los Maquis en Cataluña y en los valles del Pirineo oriental y central, mediante la exhumación de diligencias judiciales. Combinó dichas investigaciones con el trabajo de campo realizado a través de los testimonios de supervivientes de esa época. Además de publicar libros, presentó varias ponencias en las universidades de Pau y Pays de l'Adour, Toulouse-le-Mirail, Castilla-La Mancha y Complutense de Madrid.
Sus obras publicadas, tanto en catalán como en español, son:
- Història de l'hospital de Sallent, 1983.
- Carlins amb armes en temps de pau. Altres efemèrides d’interès (1840-1842). Lleida: Pagès, 1996, p. 392. ISBN 9788479353346.
- Maquis a Catalunya. De la invasió de la Vall d'Aran a la mort de Caracremada (Pagès Editors, 1999).
- Maquis y Pirineos. La gran invasión (Editorial Milenio, 2001).
- «Metges i maquis (1947-1949)». Gimbernat, volumen 40, 2003, pag. 177-186.
- Espías, contrabando, maquis y evasión. La II Guerra Mundial en los Pirineos (Editorial Milenio, 2003).
- El Maquis anarquista (Editorial Milenio, 2006).
- Maquis en el alto Aragón. La guerrilla en los Pirineos centrales (Editorial Milenio, 2011).
- Sallent 1714-2014. Sallent: Ayuntamiento de la Villa de Sallent, 2014.
- La Guerra Civil al Montsec (Pagès editors, 2015).